# Auweiher (Rötlbach)
Die Auweiher ist ein künstliches Gewässer in der Gemeinde Bernried am Starnberger See. Der See wird durch Zuflüsse aus dem Schergenweiher und dem Neusee gespeist und entwässert zum Rötlbach.